# Nigel Warburton
Nigel Warburton (Reino Unido, 1962) es un filósofo, escritor y divulgador británico, conocido por su labor en la divulgación de la filosofía al gran público. Autor de varios libros introductorios, ha colaborado ampliamente en medios de comunicación y es cofundador del pódcast Philosophy Bites. Su estilo claro, directo y accesible ha sido destacado por su capacidad para transmitir ideas filosóficas complejas a audiencias no especializadas.

## Biografía
Warburton nació en 1962 en el Reino Unido. Estudió Filosofía en la Universidad de Bristol, donde obtuvo su licenciatura con honores. Posteriormente cursó estudios de posgrado en la Universidad de Cambridge, especializándose en estética y filosofía moral.
Durante gran parte de su carrera académica trabajó como profesor titular en la Open University, una institución pionera en educación a distancia. Allí impartió cursos sobre filosofía moderna, ética y pensamiento crítico. En 2013 decidió abandonar la docencia formal para dedicarse por completo a la escritura, el periodismo y la divulgación filosófica.
Además de su labor como autor, Warburton ha participado regularmente en medios de comunicación como BBC Radio 4, The Guardian, Prospect Magazine y The Times Literary Supplement, donde aborda temas filosóficos en relación con la actualidad.

## Pensamiento y estilo
El pensamiento de Warburton se caracteriza por un enfoque pedagógico centrado en la claridad conceptual, el uso de ejemplos cotidianos y el rechazo del exceso de tecnicismo. Defiende que la filosofía debe ser una herramienta accesible para todos, capaz de ayudar a las personas a reflexionar críticamente sobre su vida, sus decisiones y la sociedad.
Sus intereses abarcan áreas como:
- Filosofía moral y ética aplicada.
- Filosofía política y libertad de expresión.
- Estética y teoría del arte.
- Pensamiento crítico y falacias argumentativas.

## Obras destacadas
- Philosophy: The Basics (1992): Introducción a las principales cuestiones de la filosofía occidental, como el conocimiento, la existencia de Dios o la moralidad.
- Thinking from A to Z (1996): Glosario de términos clave en pensamiento crítico, orientado a identificar falacias y mejorar la argumentación.
- The Art Question (2003): Reflexión filosófica sobre qué constituye una obra de arte.
- A Little History of Philosophy (2011): Recorrido cronológico por 40 pensadores clave, desde Sócrates hasta Peter Singer.
- Free Speech: A Very Short Introduction (2009): Análisis sobre el concepto de libertad de expresión desde una perspectiva histórica, legal y filosófica.

## Labor de divulgación
En 2007, Warburton cofundó junto a David Edmonds el pódcast Philosophy Bites, donde entrevista a filósofos contemporáneos sobre temas específicos. El programa ha superado los 30 millones de descargas y ha sido traducido a varios idiomas.
También ha mantenido el blog Virtual Philosopher, donde publica ensayos y reflexiones breves, y ha participado en cursos abiertos en línea (MOOCs), conferencias y vídeos divulgativos en plataformas digitales.

## Recepción crítica
Nigel Warburton ha sido ampliamente elogiado por su labor pedagógica y su estilo de escritura accesible. Sus libros son utilizados como materiales de introducción en numerosos programas educativos. Algunos sectores académicos han cuestionado si esta claridad puede implicar simplificaciones excesivas, pero en general se reconoce su papel clave en la democratización de la filosofía.